# 铜鼓山
铜鼓山，通常指海南岛铜鼓岭主峰，海拔338米，位于海南省文昌市龙楼镇境内，距文昌市区40公里。铜鼓岭东濒大海，西连文昌滨海平原，由十八座山峰组成，山脉呈北西一南东走向，地形中高峭峻。有“琼东第一峰”之称，也是海南的最东角。近海有七洲列岛，若隐若现，景观奇特。
铜鼓山是传统南海航行线路重要地标，《郑和航海图》广东段里自右向左排列有：南奥山（今汕头南澳县主岛南澳岛），大星尖（今惠州市惠东县港口镇针头岩），蒲胎山（今香港蒲台岛），东姜山（今珠海万山区担杆岛，在担杆列岛东部），翁鞋山（今珠海万山区二洲岛，岛东北、西南两侧各一岛，形似二洲，故名。在担杆列岛中部），北尖（今北尖岛，在珠海香洲东南部64公里，万山群岛最南端），上、下川山（今川山群岛上、下川岛），乌猪门（乌潴洋，今川山群岛乌猪洲），七洲（今七洲列岛），铜鼓山，独猪山（独潴洋，今海南万宁大洲岛），外罗山（今越南理山岛，越南语：Lý Sơn）等。

## 航海指南

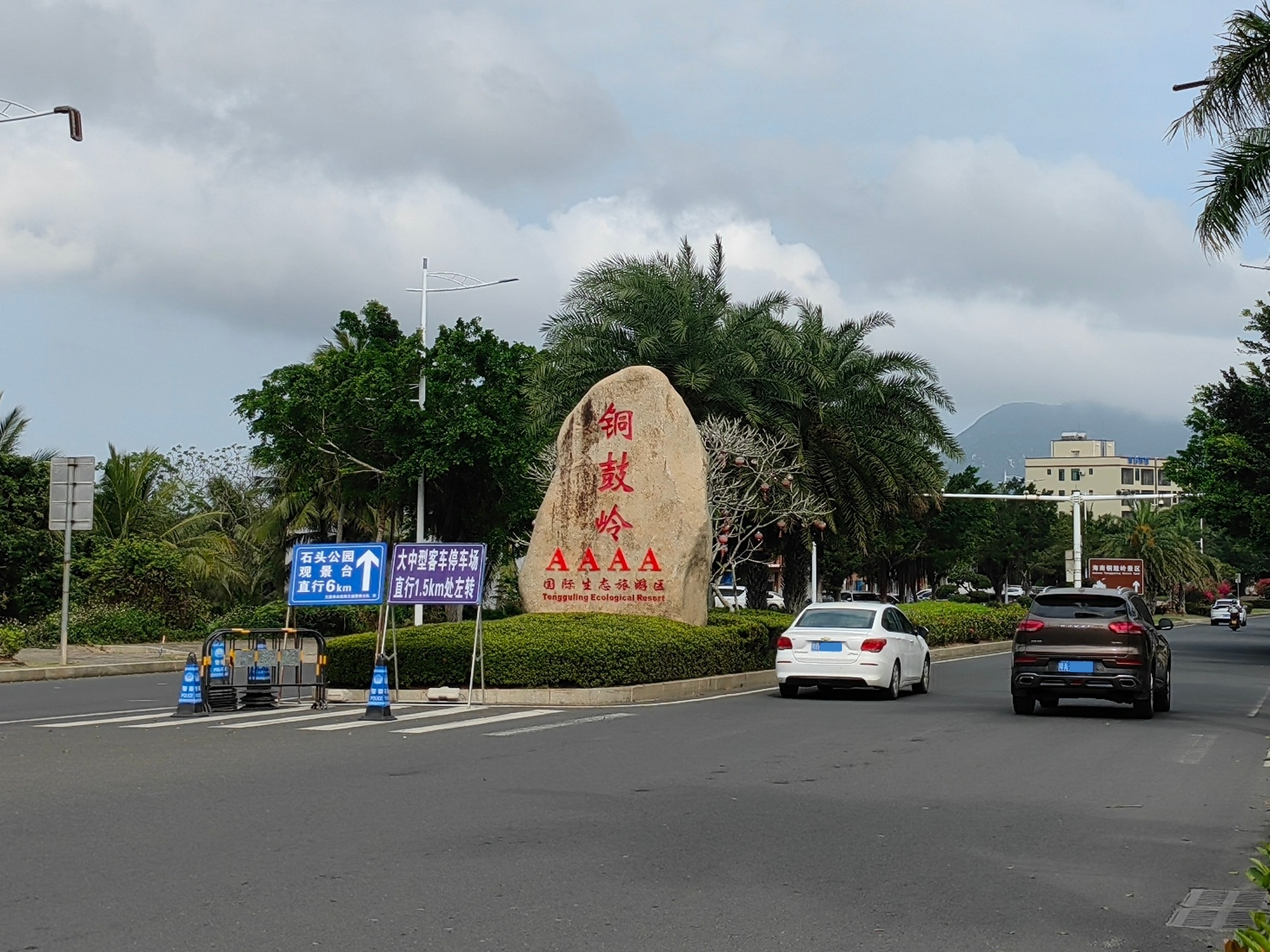
铜鼓岭旅游区

《顺风相送》详细载明南海番国经外罗山至南澳山达福建的针路：
|  | （福建往暹罗针路）回针：（外罗山）用丑癸针二十更船，平独猪山。用单丑、癸丑针五更船，取铜鼓山。用丑艮针二十更船，取弓鞋及东姜山并南亭门。用艮寅二十更船，取南澳坪山，外过。 |

|  | 大泥（今泰国南部港口城市北大年）回针：（外罗山）用单丑六更船二十更船，取独猪山。用单艮针五更船，取铜鼓山。用丑艮及丑癸针二十更船，取东姜山及南亭门。用艮寅针七更船，到大星尖。用艮寅十五更船，到南澳。……外罗开船，或直使用单丑针十更，用丑艮针三十二更，取南亭门。或照古使用丑癸针二十更船，平独猪山；用丑艮二十更船，平弓鞋屿。 |

比较诸种针路，自外罗山经广东海域回福建的标准航路当是：“外罗山—独猪山—铜鼓山—东姜山、南亭门、弓鞋山—大星尖—南澳”。